# Ferdinand Quénisset
Ferdinand Quénisset (Parigi, 8 agosto 1872 – 8 aprile 1951) è stato un astronomo francese.
Ferdinand Quénisset ha lavorato come osservatore presso l'osservatorio astronomico privato di Camille Flammarion situato a Juvisy-sur-Orge, prima dal 1892 al 1893 poi nuovamente dal 1906 al 1951, suo predecessore nell'incarico fu Eugène Michel Antoniadi. La sua attività principale è stata diretta alla realizzazione di mappe e fotografie di Venere, Marte, Giove e della Luna. Ha scoperto le comete non periodiche C/1893 N1 Rordame-Quenisset e C/1911 S2 Quenisset.
Quénisset è stato membro della Société Astronomique de France dal 1891 e dell'Unione Astronomica Internazionale, dove ha partecipato ai lavori delle commissioni 15 e 16.

## Riconoscimenti
Nel 1899 gli è stato assegnato il Prix des Dames.
Nel 1911 gli è stata assegnata la 72° Medaglia Donohoe .
Nel 1933 è stato nominato cavaliere della Legione d'onore.
Nel 1938 gli fu assegnato il Prix Camille Flammarion della Société Astronomique de France.
Nel 1945 ha ricevuto il premio Prix Dorothéa Klumpke-Isaac Roberts.
Nel 1973 gli è stato dedicato un cratere di 137 km di diametro sul pianeta Marte.
Nel 2022 gli è stato dedicato un asteroide, 423645 Quénisset .